# Bel Ami (bedrijf)
Bel Ami is een bedrijf gespecialiseerd in homo-pornografie. Het bedrijf heeft vestigingen in Bratislava, Praag en Boedapest. Bel Ami werd in 1993 opgericht door filmmaker George Duroy, die van oorsprong uit Slowakije komt. Duroy is een pseudoniem afkomstig van het personage Georges Duroy uit de roman Bel Ami van Guy de Maupassant. Bel Ami levert naast hardcore dvd's ook kalenders en boeken voorzien van foto's. Een voorbeeld van zo'n boek is Private Moments: Bel Ami (2009) van Howard Roffman. Tevens zijn de modellen van Bel Ami veelvoudig te zien als speciale gasten in nachtclubs in zowel Europa als de Verenigde Staten.
Bel Ami heeft tijdens haar bestaan de nodige modellen gecontracteerd. Bekende modellen zijn Kris Evans en Tim Hamilton. De studio heeft een groot aantal prijzen en nominaties in de wacht gesleept. Bel Ami ontving 5 XBIZ Awards in 2010, waaronder LGBT-studio van het jaar. Daarnaast werd de studio vijf keer genomineerd voor de 2010 GayVN Awards. Kris Evans werd genomineerd als beste nieuwkomer. George Duroy, maar ook exclusieve modellen als Lukas Ridgeston en Johan Paulik, hebben een eigen ster op de GayVN Awards Hall of Fame.
In tegenstelling tot veel andere studio's gespecialiseerd in homo-pornografie, had Bel Ami haar thuisbasis in Oost-Europa. Veel andere studio's hadden hun vestiging in de Verenigde Staten. Duroy werkte veelal met Oost-Europese jongeren.

## Films (beknopt)
- An American in Prague (1997)
- Greek Holiday (2004)
- Lukas in Love (2005)
- French Kiss (2008)
- Seriously Sexy (2009)
- 5 Americans in Prague (2009)
- Irresistible (2012)